# STS-88
STS-88 byla mise amerického raketoplánu Endeavour k Mezinárodní vesmírné stanici. Cílem letu byla doprava amerického modulu Unity k Mezinárodní vesmírné stanici. Uskutečnily se tři výstupy do otevřeného vesmíru.

## Posádka
- Robert D. Cabana (4), velitel
- Frederick W. Sturckow (1), pilot
- Nancy J. Currieová (3), letový specialista 1
- Jerry L. Ross (6), letový specialista 2
- James H. Newman, Ph.D (3), letový specialista 3
- Sergej K. Krikaljov (4), letový specialista 4, Roskosmos (RKK Eněrgija)

V závorkách je uvedený dosavadní počet letů do vesmíru včetně této mise.

## Výstupy do vesmíru (EVA)

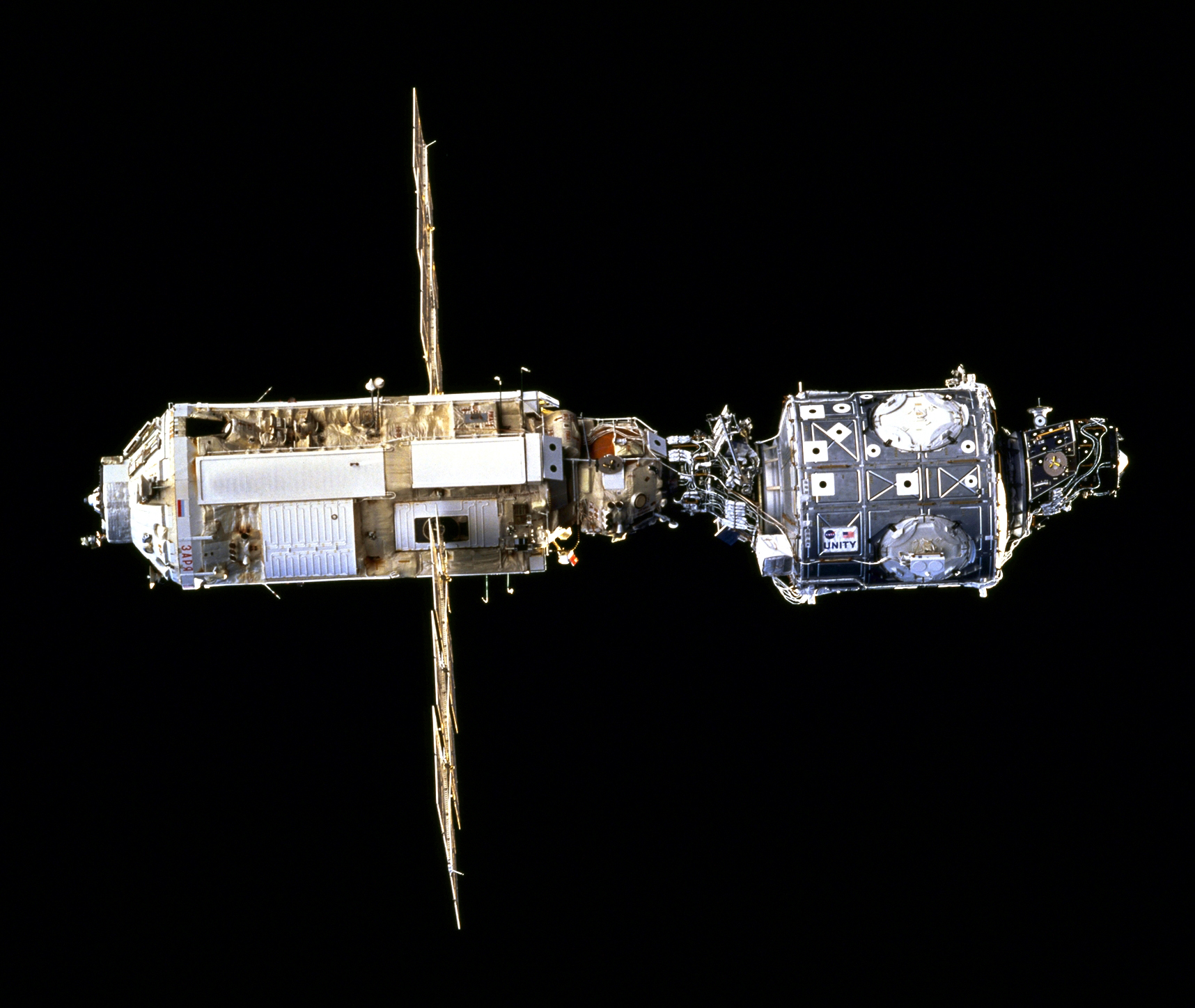
Ruský modul Zarja (vlevo) a americký Unity po skončení mise STS-88

- EVA 1: 7. prosinec, 1998 – 7 h, 21 m (Ross, Newman)
- EVA 2: 9. prosinec, 1998 – 7 h, 02 m (Ross, Newman)
- EVA 3: 12. prosinec, 1998 – 6 h, 59 m (Ross, Newman)